# Hansjörg Kopp

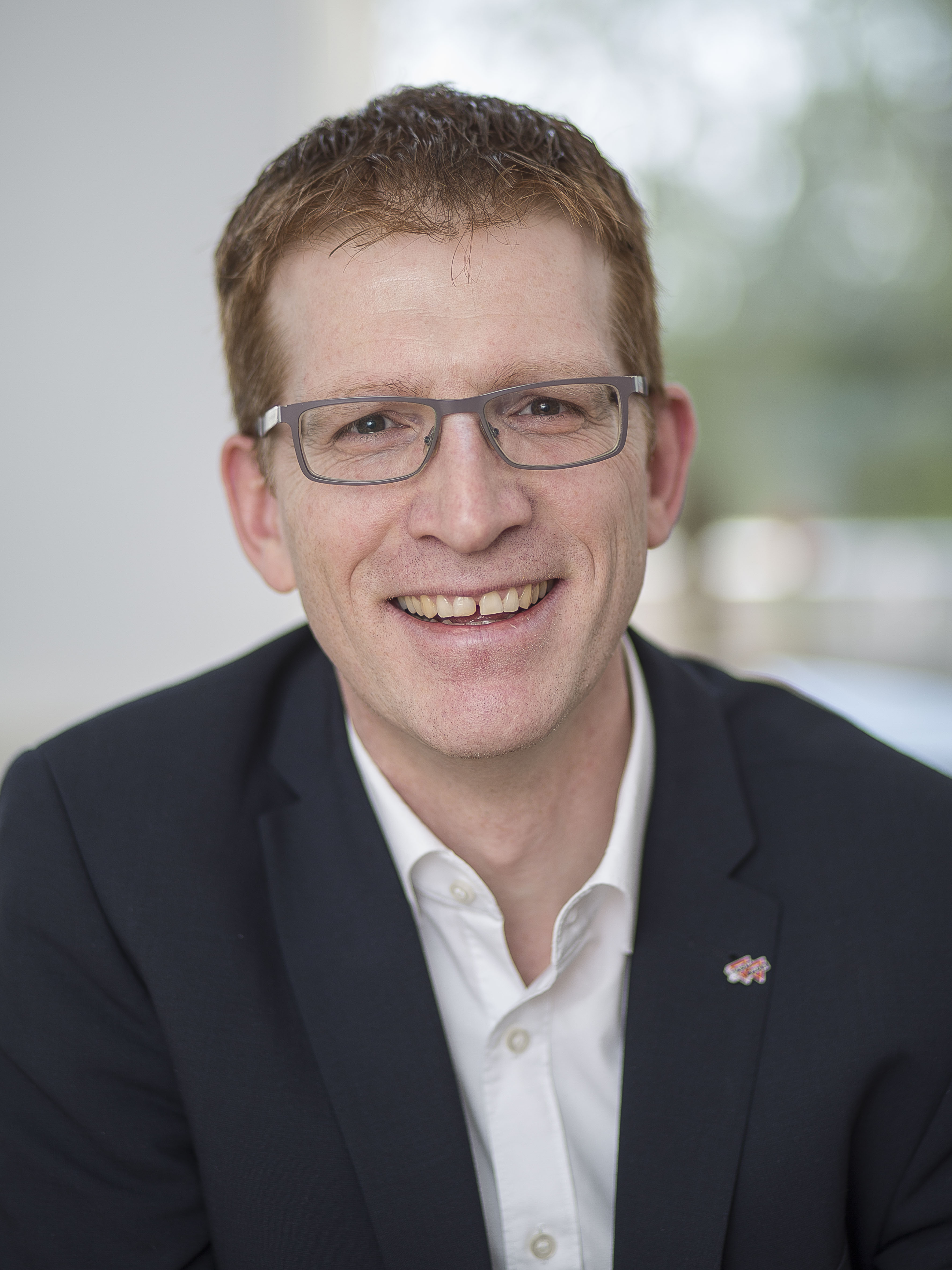
Hansjörg Kopp

Hansjörg Kopp (* 1972 in Heidenheim an der Brenz) ist Pfarrer der Evangelischen Landeskirche in Württemberg. Er wurde am 22. Oktober 2016 durch die Mitgliederversammlung des CVJM Deutschland zum neuen Generalsekretär des CVJM-Gesamtverband in Deutschland berufen und hat am 15. März 2017 das Amt angetreten.

## Werdegang
Kopp studierte von 1994 bis 2001 Evangelische Theologie an der Eberhard-Karls-Universität Tübingen und der Philipps-Universität Marburg, absolvierte bis März 2004 sein Vikariat in der Evangelischen Kirchengemeinde Laichingen und war bis Juli 2005 Pfarrer zur Dienstaushilfe im Dekanat Ulm. Anschließend war er bis April 2010 Gemeindepfarrer der Evangelischen Jakobuskirchengemeinde am Hochsträß in Ulm und dann bis März 2017 Jugendpfarrer in Esslingen, wobei er hier zu 50 % als Bezirksjugendpfarrer in Esslingen tätig war und zu 50 % in der Landeskirche eine Sonderpfarrstelle mit Schwerpunkt für milieusensible Jugendarbeit innehatte. Im März 2017 wurde er Generalsekretär des CVJM Deutschland (Kassel).

## Ehrenamtliches Engagement im CVJM
Kopps Lebensweg ist untrennbar mit der christlichen Kinder- und Jugendarbeit verwoben. Als Kind war er aktiv in der Jungschar beim CVJM, später u. a. im Eichenkreuz-Fußball und als Mitarbeiter und Leiter von Jugendgruppen und Jugendfreizeiten. Er engagiert sich dafür, dem ursprünglichen Auftrag des CVJM neue Aufmerksamkeit zu schenken und junge Menschen für ein Leben im Glauben an Jesus Christus zu begeistern.

## Schriften
- Hansjörg Kopp, Stefanie Hügin, Steffen Kaupp, Inga Borchard, Marc Calmbach: Brücken und Barrieren: Jugendliche auf dem Weg in die Evangelische Jugendarbeit. Neukirchener Aussaat, 2013, ISBN 978-3761560754.

## Privates
Kopp ist verheiratet und Vater dreier Kinder.